# Ion Dragumis
Ion Dragumis (en griego: Ίων Δραγούμης; Atenas, 2 de septiembre de 1878-ibídem, 31 de julio de 1920) fue un diplomático, político y escritor griego. Hijo de Stephanos Dragumis, fue una figura relevante en la política griega. Un municipio de Kastoriá fue rebautizado en su honor.

## Biografía
Dragumis nació en Atenas el 2 de septiembre de 1878. Estudió Derecho en la Universidad de Atenas y, en 1899, ingresó en la carrera diplomática del Ministerio de Asuntos Exteriores. En 1897 se alistó en la Armada griega y luchó en la guerra contra Turquía.
En 1902 fue destinado al consulado de Monastir (actual Bitola) y en 1903 se le nombró jefe del consulado de Serres. Posteriormente trabajó en Plovdiv y Burgas, en Bulgaria; Alejandría y Alejandrópolis. En 1907 se le destinó a la Embajada de Constantinopla; después también estaría en Roma y San Petersburgo.
Ion Dragumis participó en la lucha griega por Macedonia, apoyando a su cuñado Pavlos Melas, hasta la muerte de éste en 1904. Tras el golpe de Estado de 1909, su padre Stephanos Dragumis fue nombrado primer ministro, siendo sucedido por Eleftherios Venizelos en 1910.
Cuando la primera guerra de los Balcanes estalló, Ion viajó a Tesalónica para mostrar su adhesión al Príncipe heredero, posteriormente Rey con el nombre de Constantino I de Grecia. En 1915, Dragumis abandonó el cuerpo diplomático y entró en la política griega como independiente, siendo elegido ese año para el Parlamento por la prefectura de Florina. Ese mismo año tuvo que exiliarse a Córcega por sus enfrentamientos con el ya Rey Constantino I, quien se negó a entrar en la Primera Guerra Mundial aunque el ejército búlgaro había ocupado una gran parte del este de Macedonia.
Ion Dragumis fue un antiirredentista que consideraba que Grecia era una nación que no precisaba un Estado propio, y defendía su integración en el Imperio otomano. Sus ideas le llevaron a enfrentarse con Eleftherios Venizelos, artífice del Tratado de Sèvres. El 30 de julio de 1920 hubo un intento de asesinato contra Venizelos en la estación de tren de Lyon, en Francia. Al día siguiente, el 31 de julio, Dragumis fue detenido por policías leales a Venizelos y muerto como cómplice del intento de asesinato.